# 312 (عدد)
312 هو عدد صحيح، يلي العدد 311 وويسبق العدد 313.

## في الرياضيات

### خصائص
- عدد طبيعي.[3]
- عدد زوجي.[4][5]
- عدد موجب،[6] السالب منه هو -312.[7]

## في التاريخ
- 312 هـ هي سنة في التقويم الهجري.
- هي سنة 312 م في التقويم الميلادي.

## وصلات خارجية
الأعداد الصاتمة، ديوان اللغة العربية.